# Prix littéraires du Gouverneur général 2004
Les finalistes aux Prix littéraires du Gouverneur général pour 2004, un des principaux prix littéraires canadiens, ont été annoncés le 26 octobre 2004. Les lauréats ont été annoncés le 16 novembre 2004, sauf pour les quatre lauréats des ouvrages de littérature jeunesse annoncés le jour précédent.

## Français

### Prix du Gouverneur général: romans et nouvelles de langue française
- Pascale Quiviger, Le Cercle parfait
- Marguerite Andersen, Parallèles
- Katerine Caron, Vous devez être heureuse
- Sergio Kokis, Les Amants d'Alfama
- Didier Leclair, Ce pays qui est le mien

### Prix du Gouverneur général: études et essais de langue française
- Jean-Jacques Simard, La Réduction: l’Autochtone inventé et les Amérindiens d’aujourd’hui
- Jean-Marie Fecteau, La Liberté du pauvre : crime et pauvreté au XIXe siècle québécois
- Brian T. Fitch, Le Langage de la pensée et l’écriture : Humboldt, Valéry, Beckett
- Yvan Lamonde, Histoire sociale des idées au Québec (1896-1929)
- Roseline Tremblay, L’Écrivain imaginaire: essai sur le roman québécois, 1960-1995

### Prix du Gouverneur général: théâtre de langue française
- Emma Haché, L'Intimité
- Franco Catanzariti, Sahel
- Alexis Martin, Bureaux
- Jean-Frédéric Messier, Au moment de sa disparition
- Reynald Robinson, La Salle des loisirs

### Prix du Gouverneur général: poésie de langue française
- André Brochu, Les Jours à vif
- Paul Bélanger, Les Jours de l'éclipse
- Mario Brassard, Choix d'apocalypses
- Louise Dupré, Une écharde sous ton ongle
- Pierre Ouellet, Zone franche: liber asylum

### Prix du Gouverneur général: littérature jeunesse de langue française - texte
- Nicole Leroux, L'Hiver de Léo Polatouche
- Édith Bourget, Autour de Gabrielle
- Charlotte Gingras, La Boîte à bonheur
- Marie-Francine Hébert, Le ciel tombe à côté
- Nancy Montour, Le Cœur au vent

### Prix du Gouverneur général: littérature jeunesse de langue française - illustration
- Janice Nadeau, Nul poisson où aller
- Francine Bouchard (Fanny), Le Grand Rêve de Passepoil
- Pascale Constantin, Turlututu, rien ne va plus!
- Samuel Parent (Sampar), Savais-tu? Les Hyènes
- Alain Reno, Comment l’ours blanc perdit sa queue

### Prix du Gouverneur général: traduction de l'anglais vers le français
- Ivan Steenhout, Les Indes accidentelles (Robert Finley)
- Claire Dé, Le Cahier d'Hellman (Robert Majzels)
- Carole Noël, Ce qu'il nous reste (Aislinn Hunter)
- Lori Saint-Martin et Paul Gagné, Le Pas de l'ourse (Douglas Glover, Elle)
- Claudine Vivier, La Rivière disparue (Brian Doyle, Mary Ann Alice)

## Anglais

### Prix du Gouverneur général: romans et nouvelles de langue anglaise
- Miriam Toews, A Complicated Kindness
- David Bezmozgis, Natasha and Other Stories
- Trevor Cole, Norman Bray, In the Performance of His Life
- Colin McAdam, Some Great Thing
- Alice Munro, Runaway

### Prix du Gouverneur général: études et essais de langue anglaise
- Lt.-Gen. Roméo Dallaire, J'ai serré la main du diable
- Anne Coleman, I'll Tell You a Secret: A Memory of Seven Summers
- Christopher Dewdney, Acquainted With the Night: Excursions Through the World After Dark
- Jane Jacobs, Dark Age Ahead
- Jan Zwicky, Wisdom & Metaphor

### Prix du Gouverneur général: théâtre de langue anglaise
- Morris Panych, Girl in the Goldfish Bowl
- Robert Chafe, Butler's Marsh et Tempting Providence
- Michael Healey, Rune Arlidge
- Karen Hines, The Pochsy Plays
- Mieko Ouchi, The Red Priest (Eight Ways to Say Goodbye)

### Prix du Gouverneur général: poésie de langue anglaise
- Roo Borson, Short Journey Upriver Toward Oishida
- Tim Bowling, The Memory Orchard
- David Manicom, The Burning Eaves
- John Terpstra, Disarmament
- Jan Zwicky, Robinson's Crossing

### Prix du Gouverneur général: littérature jeunesse de langue anglaise - texte
- Kenneth Oppel, Airborn
- Martine Leavitt, Heck Superhero
- Sharon MacKay, Esther
- Judd Palmer, The Wolf King
- Ange Zhang, Red Land, Yellow River: A Story from the Cultural Revolution

### Prix du Gouverneur général: littérature jeunesse de langue anglaise - illustration
- Stéphane Jorisch, Jabberwocky
- Nicolas Debon, Dawn Watch
- Marie-Louise Gay, Stella, Princess of the Sky
- Kim LaFave, A Very Unusual Dog
- Barbara Reid, Peg and the Yeti

### Prix du Gouverneur général: traduction du français vers l'anglais
- Judith Cowan, Mirabel (Pierre Nepveu, Lignes aériennes)
- Sheila Fischman, The Alien House (Élise Turcotte)
- Liedewy Hawke, The Iguana (Denis Thériault)